# Changwu
Changwu (en chino, 长武; pinyin, Cháng·Wǔ) es un condado  bajo la administración directa de la Prefectura Xianyang en la Provincia de Shaanxi, República Popular China.  Su área es de 568 km² y su población total para 2010 superó los 160 mil habitantes. 

## Administración
Desde julio de 2020, el  Condado Changwu se divide en 8 pueblos que se administran en 1 subdistritos y 7  poblados.